# 郭子健
郭子健（英語：Derek Kwok，1976年10月17日—），香港電影導演。他早年曾從事電影美術工作，亦曾為編劇及副導演。曾獲第28屆香港電影金像獎新晉導演及兩獲香港電影金像獎最佳導演提名。郭與鄭思傑联合編導的《打擂台》奪得第17屆香港電影評論學會大獎最佳電影，以及第30屆香港電影金像獎最佳電影。

## 简历
郭子健於新界屯門安定邨長大，曾就讀順德聯誼總會梁銶琚中學。

## 電影作品

### 导演
- 2007年 《野·良犬》
- 2008年 《青苔》
- 2010年 《打擂台》 （第30屆香港電影金像獎、第17屆香港電影評論學會大獎最佳電影）
- 2010年 《為你鍾情》
- 2013年 《西遊·降魔篇》[2]（提名第33屆香港電影金像獎最佳電影）
- 2014年 《救火英雄》
- 2015年 《全力扣殺》
- 2017年 《悟空傳》
- 2021年 《古董局中局》
- 拍攝中 《怒火漫延》[3]
- 待拍摄 《全力屍殺》（黃智亨合導）

### 编剧
- 2000年 《神偷次世代》
- 2001年 《2002》
- 2002年 《五个吓鬼的少年》
- 2002年 《干柴烈火》
- 2004年 《大城小事》
- 2007年 《野·良犬》
- 2008年 《青苔》
- 2010年 《打擂台》
- 2017年 《悟空傳》

### 副导演
- 2002年 《干柴烈火》
- 2004年 《大城小事》
- 2006年 《龙虎门》

### 演員
- 1998年 《龍在江湖》 飾 殺害祥Dee殺手
- 2008年 《性工作者2：我不賣身·我賣子宮》飾 阿良
- 2010年 《人間喜劇》 飾 電視氣象員
- 2013年 《超級經理人》 飾 大老細Peter
- 2014年 《微交少女》 飾
- 2014年 《一個人的武林》 飾 督察
- 2014年 《香港仔》 飾 遊客
- 2015年 《12金鴨》 飾 郭子健醫生

## 電台主持

### 叱咤903
- 2012年 《十溝場》Sub-Culture

## 電影獎項
| 年   | 頒獎典禮                    | 獎項         | 作品     | 結果 |
| ---- | --------------------------- | ------------ | -------- | ---- |
| 2007 | 第27屆香港電影金像獎        | 新晉導演     | 野·良犬  | 提名 |
| 2008 | 第28屆香港電影金像獎        | 新晉導演     | 青苔     | 獲獎 |
| 2008 | 第4屆香港電影導演會年度大獎 | 年度新晋导演 | 青苔     | 獲獎 |
| 2011 | 第30屆香港電影金像獎        | 最佳編劇     | 打擂台   | 提名 |
| 2011 | 第30屆香港電影金像獎        | 最佳電影     | 打擂台   | 獲獎 |
| 2011 | 第30屆香港電影金像獎        | 最佳導演     | 打擂台   | 提名 |
| 2014 | 第33屆香港電影金像獎        | 最佳導演     | 救火英雄 | 提名 |
| 2014 | 第8屆香港電影導演會年度大獎 | 執委會特別獎 | 救火英雄 | 獲獎 |